# David Bléjer
David Bléjer (Buenos Aires, 8 de octubre de 1913 - Villaguay, 14 de septiembre de 1996) fue un abogado y político argentino, que ejerció como ministro de Trabajo durante la presidencia de Arturo Frondizi.
Descendiente de colonos judíos de la provincia de Entre Ríos, afincados en Colonia San Antonio, en el departamento Colón. Su familia era originaria de Odessa, en la actual Ucrania. Se recibió de abogado en la Universidad Nacional de La Plata en 1936.
Entre 1937 y 1945 ejerció como abogado en la ciudad de Villaguay, cerca del pueblo natal de sus padres. Afiliado desde joven a la Unión Cívica Radical, fue concejal en Villaguay en 1939, y luego tuvo una activa participación en la oposición durante la época del peronismo, hasta 1955. Durante la dictadura autodenominada Revolución Libertadora se unió a la línea interna liderada por Arturo Frondizi, que terminaría por separarse de la UCR con el nombre de Unión Cívica Radical Intransigente.
En 1958, al asumir la presidencia Frondizi, fue subsecretario en el Ministerio del Interior. En febrero de 1959 fue nombrado Ministro de Trabajo de la Nación, con lo que fue el primer judío en acceder al cargo de ministro nacional en el país. Durante su gestión tuvo lugar el enfrentamiento más álgido entre el gobierno y la CGT, la central sindical argentina, y el gobierno respondió a los cuestionamientos sindicales con la aplicación del Plan CONINTES, un sistema represivo que sometía a los huelguistas y manifestantes a la autoridad y justicia militares. Su enfrentamiento con obreros y sindicatos alcanzó un punto álgido durante la aplicación del denominado Plan Larkin, que consistía en abandonar el 32% de las vías férreas existentes, despedir a 70.000 empleados ferroviarios, y reducir a chatarra todas las locomotoras a vapor, al igual que 70 000 vagones y 3 000 coches. Los sindicatos respondieron con un "plan de lucha" en defensa de sus fuentes de trabajo. Por medio de la aplicación del Plan Conintes, miles de personas fueron detenidas y al menos 111 fueron condenadas en juicios sumarios, realizados por consejos militares de guerra. En el mismo marco, decenas de miles de trabajadores de los transportes y servicios públicos fueron incorporados forzadamente al servicio militar y puestos bajo el mando de las fuerzas armadas. También fueron intervenidos sindicatos y clausurados locales partidarios. Tuvo una actuación destacada en el conflicto del frigorífico Lisandro de la Torre frente a la reacción de los obreros del frigorífico ante el peligro de despidos tras un intento de privatizaciones por parte de Frondizi. Los nueve mil obreros protestaron frente al establecimiento, para evitar la venta y los despidos masivos. Durante la madrugada del 17 de enero, los obreros fueron sorprendidos con 1500 efectivos policiales, Gendarmería y el Ejército, con el apoyo de cuatro tanques de guerra, uno de ellos destruyó las puertas del frigorífico y fueron puestos bajo autoridad militar. A fines de 1960, Bléjer renunció al ministerio; durante el año siguiente, continuaron los enfrentamientos del gobierno con los sindicatos. Tras su renuncia pese a no tener experiencia diplomática fue nombrado embajador en México via decreto, ocupando ese cargo durante menos de un año.
Tras su paso por la política, volvió a ejercer el derecho. Falleció en Villaguay en 1996.